# Pyrjatyn
Pyrjatyn (ukrajinsky Пирятин; rusky Пирятин – Pirjatin; polsky Piratyn) je město v Poltavské oblasti na Ukrajině. Leží na pravém břehu Udaje na evropské silnici E40 mezi Kyjevem a Poltavou a na železniční trati z Čerkas přes Hrebinku do Pryluk. V roce 2011 žilo v Pyrjatynu přes šestnáct tisíc obyvatel.

## Dějiny
První zmínka o Pyrjatynu je z roku 1155, z doby Kyjevské Rusi. V roce 1592 dostal Pyrjatyn od Zikmunda III. Vasy Magdeburské právo a také znak. Až do vyhlášení nezávislosti Kozáky roku 1648 byl Pyrjatyn součástí Republiky obou národů, od roku 1630 v něm přitom sídlili židé. S postupným začleňováním kozácké oblasti se stal i Pyrjatyn součástí ruského impéria. Carevna Kateřina Veliká v roce 1781 opět udělila městu znak a městská práva.
V roce 1897 měl Pyrjatyn 8500 obyvatel. Většina (55,62 %) byli Ukrajinci a nejvýznamnější menšinou byli Židé (39,8 %). Rusů bylo ve městě jen 3,57 %. V první polovině dvacátého století se počet obyvatel navzdory útrapám ruské občanské války a hladomoru zvýšil, takže v roce 1939 žilo v Pyrjatynu 13.800 lidí. Za druhé světové války zahynuli zejména židovští obyvatelé města.
Po válce počet obyvatel rostl a v roce 1989 jich bylo 18.119. Pak opět o něco poklesl.